# مستشفى معهد ناصر
مستشفى معهد ناصر افتتح في 12 يوليو 1987 ويعتبر من أكبر المراكز الطبية المتخصصة التابعة لوزارة الصحة. ويقع مستشفى معهد ناصر على كورنيش النيل مباشرة بمساحة قدرها 104 ألف متر مربع تقريباً أكثر من نصفها حدائق خضراء على ضفاف النيل
كما يتميز موقع المعهد بقربة من حدائق متاحف ومزارات سياحية كثيرة وفنادق مختلفة وأيضا بنوك، ويتكون المستشفى من أربع مباني.

## عمارة
المبنى الرئيسي يتكون من ثمانية طوابق وبدروم والطاقة الاستيعابية له 850 سرير موزعة على جميع التخصصات الطبية بالإضافة إلى
- 68 سرير رعاية مركزة
- 23 غرفة عمليات مجهزة على أعلى مستوى
- 44 وحدة غسيل كلوى دموي
- مركز الجاما نايف لعلاج حالات أورام المخ الدقيقة
- مركز الأورام للعلاج الجراحي والكيماوي والإشعاعي
- وحدة الأكسجين لعلاج حالات تسمم أول أوكسيد الكربون وحالات الفقاعات الغازية وحوادث الغرق ويساعد في علاج حالات الغرغرينا وقصور الدورة الدموية الطرفية.

ظل المعهد منذ إنشائه تابعاً للمؤسسة العلاجية بالقاهرة إلى أن انتقلت تبعيته إلى المراكز الطبية المتخصصة التابعة لوزارة الصحة. من الأسباب التي جعلت أكثر من 450000 مريض يأتون لمعهد ناصر سنويا لتلقي الخبرات الطبية حيث يضم المعهد عدد 334 من أساتذة الجامعات والاستشاريين الحاصلين على الدرجات العلمية والزمالات من داخل وخارج مصر لتغطية كل التخصصات تقريبا والتخصصات الدقيقة و214 أخصائي حاصلين على شهادات الماجيستير كما يضم وحدات ومراكز طبيه فريدة التخصص مثل:
- مركز الجاما نايف لعلاج أورام المخ الدقيقة والتي يصعب بها إجراء الجراحات
- وحدة العلاج بالأكسجين المضغوط وحدة زرع النخاع وأمراض الدم وهو أول مركز انشأ لزرع النخاع بمصر والشرق الأوسط
- وحدة زرع الكلى
- وحدة جراحات القلب المفتوح
- مركز صحة المرأة
- وحدة جراحات العمود الفقري وجراحة اليد الميكروسكوبية

وتخصصات طبية جديدة:
كهرو فسيولوجية القلب لعلاج ضربات القلب الأذينة والبطينية بالقسطرة وموجات التردد الحراري وتركيب المنظمات الصناعية وحدة الأشعة التداخلية لعلاج تمدد شرايين المخ والشرايين الطرفية وحقن أورام المخ. وجراحات مناظير العمود الفقري لأول مرة في مصر والشرق الأوسط التجهيزات الطبية بأحدث تقنيات التشخيص والعلاج.
تم تشغيل أول جهاز ديناميكي حجمي للأشعة المقطعية في العالم Aquiline one ذو الإمكانيات غير المحدودة لعمل فحوص حجمية وديناميكية لمختلف أعضاء الجسم في ثوان معدودة جهاز التصوير بالبوزيترون المنبعث المدمج بالأشعة المقطعية PET CT للكشف عن الأورام وتحديد اماكنها وابعاد انتشارها وتقييم استجابتها للعلاج والتخطيط الدقيق للعلاج الإشعاعي لمرضى الأورام
جهاز المعجل الخطي بطاقة إشعاعية هائلة تصل إلى مليون فولت للوصول إلى الأورام العميقة ويمثل أحدث الطرق في العلاج الإشعاعي بأقل أعراض جانبية ممكنة.